# چینگ دای
چینگ دای (به انگلیسی: Qing Dai) (به چینی: 青黛) یک داروی طب سنتی چینی است.

## ترکیبات
چینگ‌دای در مقالات علمی با نام Indigo naturalis شناخته می‌شود.
چینگ‌دای احتمالاً از برگ‌ها و ساقهٔ یکی از گیاه‌های زیر استخراج می‌شود: (احتیاج به تحقیق دارد): Baphicacanthus cusia (Nees) Bremek, Polygonum tinctorium Ait (ایندیگوی ژاپنی یا ایندیگوی چینی)، یا Isatis indigotica Fort (احتمالاً وسمه).
چینگ دای به صورت مکمل غذایی در دسترسی است و در طب سنتی چینی استفاده می‌شود.
ایندیروبین، از مواد متشکله ی Indigo naturalis است .

## بیماری‌های التهابی روده
خواص چینگ دای به صورت تجربی و آزمایشی در بیماری التهابی روده (IBD) در مواردی نشان داده شده‌است.
هرچند بی خطری آن توسط پژوهش‌های معتبر تأیید نشده‌است.
همچنین اثبات اثر بخشی آن احتیاج به مطالعات رندومایزد با تعداد بالا دارد.
به دلیل مواردی از بهبودی در کولیت زخمی
، پژوهش‌هایی برای استفاده از آن برای این بیماری در حال انجام است.

## تحقیقات
پژوهش هایی در این مورد انجام شده یا در حال انجام است، از جمله در مورد سرطان
گلیوبلاستوما، کارسینومای سلول کوچک
،
لوسمی مزمن مغز استخوان
و
کولیت زخمی
و خاصیت
ضد التهابی و بازدارنده رگ‌زایی
گزارش‌های موردی(case studyای در جهت درمان و نیز عوارض درمان با چینگ دای منتشر شده اند.